# Rudolf Graber
Pour les articles homonymes, voir Graber.
Rudolf Graber, né le 13 septembre 1903 à Bayreuth et mort le 31 janvier 1992 à Ratisbonne, est un théologien allemand qui fut évêque de Ratisbonne de 1962 à 1982. 

## Biographie

### Formation
Rudolf Graber est le fils d'un fonctionnaire de la justice et grandit à Nuremberg à partir de 1904. Il fréquente le Neues Gymnasium de Nuremberg, et après son baccalauréat (Abitur), qu'il obtient avec mention très bien, il entre en 1922 au séminaire d'Eichstätt, le Collegium Willibaldinum, où il étudie la philosophie et la théologie. Ensuite en tant qu'élève du Canisianum il suit les cours de théologie de l'université d'Innsbruck. Il est ordonné prêtre le 1er août 1926 à l'âge de 22 ans à l'abbatiale de Plankstetten des mains de l'évêque d'Eichstätt, Mgr von Mergel OSB. Aussitôt, il poursuit ses études au collège Santa Maria dell’Anima de Rome et reçoit son doctorat en philosophie en 1929 de l'Angelicum.
Pendant ses études romaines, Rudolf Graber est membre du tiers-ordre dominicain.
Rudolf Graber retourne en 1929 dans son diocèse natal où il devient en mai enseignant de latin et de religion à la Realschule de Neumarkt et Mgr von Mergel lui confie des responsabilités dans la pastorale de la jeunesse. Après la prise du pouvoir par les nationaux-socialistes en 1933, le maire intérimaire du NSDAP ordonne que les cours de latin à l'école soient à l'avenir tenus par un professeur d'université au chômage, ce qui est effectif en mai 1933. Après cela, le jeune abbé Graber ne pénètre plus en cours qu'avec « grande réticence ».  Ses « réticences excessives et injustifiables » dans l'enseignement et même dans la surveillance religieuse conduisent à la démission du directeur de l'école à la fin de juillet 1933. De février 1931 à décembre 1933, Rudolf Graber est directeur spirituel de l'organisation catholique de jeunesse du Bund Neudeutschland. De 1932 à 1933, il occupe en plus la même position pour les personnes âgées du Bund Neudeutschland,.

### Sous le Troisième Reich
Pour l'assemblée du Bund Neudeutschland du district du Danube en juin 1933, Graber tient un discours entaché d'antisémitisme et pose la question « Pourquoi le peuple d'Israël rejeté devrait-il dominer le monde et non pas le peuple du Milieu? ».  Graber considère que « le Troisième Reich sauvera l'occident du chaos du bolchévisme et de la barbarie asiatique. »
En septembre 1933, l'évêque d'Eichstätt, Mgr von Preysing, le nomme  expositus de Wasserzell près d'Eichstätt, tout en poursuivant ses cours de religion au lycée local. En septembre 1934, Graber est appelé à faire son service social obligatoire (NSV).
En 1937, il commence à enseigner l'ascétique et la mystique à Eichstätt. En 1939, il est nommé prédicateur de la cathédrale d'Eichstätt.
En 1941, Graber, tout en poursuivant ses tâches pastorales,  est nommé professeur extraordinaire d'Histoire de l'Église et de patrologie ; le 25 août 1941, y sont ajoutées l'ascétique et la mystique à la faculté catholique d'Eichstätt.

### Professeur 1946-1962
Après la guerre, l'abbé Rudolf Graber est nommé le 24 décembre 1946 président de la chaire (ordinarius) d'Eichstätt pour la théologie fondamentale et l'Histoire de l'Église, ainsi que pour l'ascétique et la mystique. De 1957 à 1962, il est rédacteur en chef de la revue mariale Bote von Fatima; il a toujours été lié depuis sa jeunesse au mouvement marial.

### Évêque de Ratisbonne
Le pape Jean XXIII le nomme le 28 mars 1962 évêque de Ratisbonne. Il est consacré le 2 juin suivant par le cardinal Döpfner, archevêque de Munich, à la  cathédrale de Ratisbonne avec comme co-consécrateurs Joseph Schröffer et Josef Hiltl (de). Il choisit pour devise In Liebe dienen. Graber participe aux quatre sessions du concile Vatican II.
En tant qu'évêque, il soutient l'Engelwerk (Opus Sanctorum Angelorum (it)), fraternité sacerdotale qu'il reconnaît à Ratisbonne. Il doit affronter la crise de l'après-concile, le départ de nombreux prêtres et l'écroulement de la pratique et des vocations à partir des années 1970. En 1977, Graber est l'un des deux coconsécrateurs de Joseph Ratzinger à Munich. Il refuse la chaire de théologie au théologien controversé Paul Zulehner. 
Sa  démission pour raison d'âge est acceptée par Jean-Paul II le 14 septembre 1981. Le diocèse est dirigé pour les affaires courantes par l'administrateur apostolique Manfred Müller, futur évêque en 1982.
Rudolf Graber est l'auteur de plus de 1 200 articles et publications scientifiques. Il était considéré comme traditionaliste par les évêques de la Conférence épiscopale allemande. C'était un dévot des apparitions mariales de Fátima et en même temps il était ouvert au dialogue œcuménique avec l'Église orthodoxe.

## Succession apostolique
Rudolf Graber a ordonné les évêques suivants :
- Évêque Karl Flügel (de) (1968)
- Évêque Vinzenz Guggenberger (de) (1972)

## Quelques publications

### Livres
- Die Gaben des heiligen Geistes, Verlag Friedrich Pustet, Regensburg 1936.
- Christus in seinen heiligen Sakramenten, Verlag Kösel-Pustet, München 1937.
- Maria assumpta, Girnth 1951.
- Die marianischen Weltrundschreiben der Päpste in den letzten hundert Jahren, Echter-Verlag Würzburg 1954 (Zweite Auflage)
- Die Herz-Jesu-Verehrung in der Krise der Gegenwart, Johann Michael Sailer Verlag 1962.
- Die Geheimnisse des Rosenkranzes, Echter-Verlag, Würzburg 1976.
- Maria: Jungfrau – Mutter – Königin, Verlag Wort und Werk Sankt Augustin 1980 (2. Auflage),  (ISBN 3805000472).
- Athanasius und die Kirche unserer Zeit – zu seinem 1600. Todestag., Kral-Verlag 1990.

### Œuvres collectives
- Domkapitel Regensburg (éd.), Verkünde das Wort – Predigten Ansprachen Vorträge, Regensburg, 1968.
- Bewahre Jesu Christi Heiliges Erbe Predigten – Ansprachen – Vorträge, Regensburg 1980,  (ISBN 3791706691)

### Articles
- Deutsche Sendung – Zur Idee und Geschichte des Sacrum Imperium, Partie I in: Neudeutschland-Älterenbund (éd.), Werkblätter, 6. Jg., Heft 7/8, 1933, pp. 169-176; Partie II, in: Werkblätter, 6. Jg., Heft 9/10, 1933/1934, pp. 232-243.